# Битка при Балши
Битката при Савра или Битка при Балши е средновековна битка, състояла се на 18 септември 1385 година на Саврово поле (или полето Савра) край село Балши, близо до град Люшня на река Семани в днешна Централна Албания между сръбските войски и и османските турци, предвождани от Хайредин паша. В битката загиват зетския владетел Балша II и Иваниш Мърнявчевич, братът на Крали Марко. 